# 吉澤野球博物館
吉澤野球博物館（よしざわやきゅうはくぶつかん）は、千葉県船橋市にある野球専門の博物館。「一般財団法人吉澤野球博物館」が運営していた。2014年3月31日をもって休館。

## 概要
吉澤善吉（2016年死去）が個人コレクションを元に、私財を投じて1979年（昭和54年）に「吉澤野球資料保存館」として開設。当初資料保存のみを目的としていたが、2001年（平成13年）に博物館法により登録博物館となり、2003年（平成15年）には2階を増築して美術展示室を併設した。特に東京六大学野球を始めとする戦前のアマチュア野球史料の充実は特筆するものがある。
開館当初「財団法人吉澤野球史料保存館」が運営してきたが、長らく個人運営の博物館であり、またアマチュア野球に対する関心の低迷もあって、一時期運営が危ぶまれた事もあった。登録博物館となった2001年（平成13年）に「財団法人吉澤野球博物館」と改称、その後、一般財団法人化に伴い「一般財団法人吉澤野球博物館」に再改称した。
吉澤理事長が100歳を超える高齢で、2011年（平成23年）体調を崩したのを機に一般財団法人側は船橋市に収蔵品等を寄附する方針を固め、2014年（平成26年）3月30日をもって博物館は休館。2015年（平成27年）11月20日に一般財団法人側から海保睦子・代表理事、船橋市側から松戸徹市長らが出席して、記念セレモニーが同市で開催された。戦前の東京六大学野球の貴重な史料など約4300点、同所の土地（約630平方メートル）および建物の計14億円相当が船橋市に寄付された。

### 休館後
博物館および所蔵品の今後については、船橋市側で検討するとしていたが、その結果、2017年（平成29年）になって同市習志野台にある船橋市総合体育館（船橋アリーナ）第2棟内に「吉澤野球博物館資料展示室」の名称で常設展示スペースを設置することになり、寄贈された所蔵品群の一部が展示されている。しかしながら、博物館の建物は2023年までに解体された。